# قایه‌لی (جلیل‌آباد)
قایه‌لی (به لاتین: Qayalı) یک منطقه مسکونی در جمهوری آذربایجان است که در شهرستان جلیل‌آباد واقع شده‌است.